# Подруги (фильм, 1935)
«Подруги» — советский полнометражный чёрно-белый художественный фильм, поставленный на киностудии «Ленфильм» в 1935 году режиссёром Львом Арнштамом.

Ромену Роллану, другу Советского Союза, посвящаем нашу работу

## Сюжет
Подруги детства Зоя, Наташа и Ася живут в Петрограде. До начала Гражданской войны юные героини осознают социальную несправедливость жизни. Когда начинается Гражданская война, девушки записываются санитарками рабочего отряда, чтобы защитить большевистский Петроград от наступления белых.

## В ролях
- Зоя Фёдорова — Зоя
- Ирина Зарубина — Наташа
- Янина Жеймо — Ася (Пуговица)
- Борис Чирков — Сенька / старик в пивной
- Борис Бабочкин — Андрей
- Борис Пославский — Силыч
- Вера Попова — Наталья, мать Зои
- Мария Блюменталь-Тамарина — Фёкла Петровна
- В детстве:
Ида Антипова — Зоя
Дагмара Папе — Наташа
Янина Жеймо — Ася
Н. Марков — Сенька

## Съёмочная группа
- Работа первой киномастерской под художественным руководством режиссёра Сергея Юткевича
- Сценарий — Льва Арнштама, Раисы Васильевой
- Режиссёр-постановщик — Лев Арнштам
- Операторы — Владимир Рапопорт, Аркадий Шафран
- Художник — Моисей Левин
- Музыка — Дмитрия Шостаковича
- Звукооператоры — Иван Дмитриев, Илья Волк

Фильм восстановлен в 1960 году.
Янина Жеймо в своих воспоминаниях утверждает, что переделала сценарий в решающей части её роли (сцене расстрела) и фильм был снят по её варианту.